# 大倉智
大倉 智（おおくら さとし、1969年5月22日 - ）は、神奈川県川崎市出身の元サッカー選手、経営者。現役時代のポジションはFW。

## 選手経歴
東京都で生まれ、その後神奈川県川崎市に移って幼少期を過ごす。1985年に暁星高校に入学。第65回および第66回の2度全国高等学校サッカー選手権大会に出場した。1988年に早稲田大学商学部に入学してア式蹴球部に入部し、4年時に第40回全日本大学サッカー選手権大会で優勝した。
大学を卒業後は日立製作所に入社して社員選手としてプレイしていたが、1994年に柏レイソルとしてJリーグに昇格に伴いプロに転向。レイソルではカレッカと相性の良いプレーを見せ、カレッカは大倉を「弟子の様な存在であった。」と後に語り、大倉もカレッカを師匠の様な存在だと語っていた。在籍時の1993年9月25日、Jリーグカップ、ベルマーレ戦ではハットトリックを決めた。1995年のJリーグ開幕戦、清水エスパルス戦でゴールを決め、レイソルの選手としてJリーグのリーグ戦では第1号のゴールを決めたこととなった。その後はジュビロ磐田、ブランメル仙台を経て、1998年にアメリカ合衆国のジャクソンビル・サイクロンズに入団、9月に引退した。

## 引退後
引退後、1998年から2000年までカタルーニャ州（スペイン）・バルセロナのヨハン・クライフ大学でスポーツマネジメントを学ぶ。このときに知り合った、バイエルン・ミュンヘンGM・ウリ・ヘーネスの「サッカーはいかに負けるかが大事なんだ」という言葉がいつまでも心に残ることとなる。
2001年シーズン途中にセレッソ大阪のチーム統括ディレクターに就任。2005年からは湘南ベルマーレの強化部長に就任。低迷していたチームをJ1昇格争いができるまでに変貌させてゆく。2013年4月に湘南のゼネラルマネージャーに就任、2014年4月に取締役社長、2015年には代表取締役社長に就任した。
しかし、「前に前にとゴールを目指すのがスタンダードになっている」世界のサッカーと「落ちない（降格しない）ように戦っているようにも見える」Jリーグとのギャップを感じるようになり、そんなときに同学年で大学時代から面識があった株式会社ドーム社長の安田秀一の掲げる「スポーツの産業化」に意気投合。安田が福島県リーグ2部だったいわきFCの運営権を握ると、「10年後に『こういうクラブが本当の意味でのお手本なんだ』ということを示したい」とその趣旨に賛同し、2015年12月に湘南の社長を退いて、いわきFCの運営会社「株式会社いわきスポーツクラブ」代表取締役に就任した。

## 所属クラブ
- 百合丘子どもSC（川崎市立南百合丘小学校）
- 川崎市立長沢中学校
- 暁星高校
- 早稲田大学
- 1992年 - 1995年   日立製作所/柏レイソル
- 1996年  ジュビロ磐田
- 1997年  ブランメル仙台
- 1998年  ジャクソンビル・サイクロンズ（英語版）

## 個人成績
| 国内大会個人成績 | 国内大会個人成績 | 国内大会個人成績 | 国内大会個人成績 | 国内大会個人成績             | 国内大会個人成績 | 国内大会個人成績 | 国内大会個人成績  | 国内大会個人成績 | 国内大会個人成績 | 国内大会個人成績 | 国内大会個人成績 |
| 年度             | クラブ           | 背番号           | リーグ           | リーグ戦                     | リーグ戦         | リーグ杯         | リーグ杯          | オープン杯       | オープン杯       | 期間通算         | 期間通算         |
| 年度             | クラブ           | 背番号           | リーグ           | 出場                         | 得点             | 出場             | 得点              | 出場             | 得点             | 出場             | 得点             |
| 日本             | 日本             | 日本             | 日本             | リーグ戦                     | リーグ戦         | リーグ杯         | リーグ杯          | 天皇杯           | 天皇杯           | 期間通算         | 期間通算         |
| ---------------- | ---------------- | ---------------- | ---------------- | ---------------------------- | ---------------- | ---------------- | ----------------- | ---------------- | ---------------- | ---------------- | ---------------- |
| 1992             | 日立             | 24               | JFL1部           | 6                            | 0                | -                | -                 |                  |                  |                  |                  |
| 1993             | 柏               | 24               | JFL1部           | 12                           | 5                | 6                | 4                 | 1                | 0                | 19               | 9                |
| 1994             | 柏               | 11               | 旧JFL            | 19                           | 8                | 0                | 0                 | 0                | 0                | 19               | 8                |
| 1995             | 柏               | -                | J                | 17                           | 1                | -                | -                 | 2                | 0                | 19               | 1                |
| 1996             | 磐田             | -                | J                | 4                            | 0                | 5                | 1                 | 0                | 0                | 9                | 1                |
| 1997             | B仙台            | 11               | JFL              | 26                           | 8                | 3                | 0                 | 2                | 2                | 31               | 10               |
| 通算             | 日本             | 日本             | J                | 21                           | 1                | 5                | 1                 | 2                | 0                | 28               | 2                |
| 通算             | 日本             | 日本             | 旧JFL            | 63                           | 21               | 9                | 4\|\|\|\|\|\|\|\| |                  |                  |                  |                  |
| 総通算           | 総通算           | 総通算           | 総通算           | \|\|\|\|\|\|\|\|\|\|\|\|\|\| |                  |                  |                   |                  |                  |                  |                  |

## 引退後
- 1998年 - 2000年　ヨハン・クライフ大学（英語版）在学
- 2001年8月 - 2004年 セレッソ大阪 チーム統括ディレクター
- 2005年 - 2015年 湘南ベルマーレ 強化部長→ゼネラルマネージャー→取締役社長→代表取締役社長
- 2015年12月 - いわきFC 代表取締役